# Contea di Marquette (Michigan)
La contea di Marquette, in inglese Marquette County, è una contea dello Stato del Michigan, negli Stati Uniti. La popolazione al censimento del 2000 era di 64 634 abitanti. Il capoluogo di contea è Marquette.

## Comunità della Contea di Marquette
Città (Towns)
- Ishpeming
- Marquette
- Negaunee

 Villaggi (Villages) 
Nessuno
 Comunità non incorporate 
- Arnold
- Big Bay
- Carlshend
- Gwinn
- Harvey
- K. I. Sawyer AFB
- Michigamme
- Palmer
- Republic
- Suomi
- Trowbridge Park
- West Ishpeming

Townships
- Champion Township
- Chocolay Charter Township
- Ely Township
- Ewing Township
- Forsyth Township
- Humboldt Township
- Ishpeming Township
- Marquette Township
- Michigamme Township
- Negaunee Township
- Powell Township
- Republic Township
- Richmond Township
- Sands Township
- Skandia Township
- Tilden Township
- Turin Township
- Wells Township
- West Branch Township